# Marcin Tkaczyk
Marcin Tkaczyk (ur. 19 maja 1976 w Świdnicy) – polski filozof, logik, franciszkanin, prof. dr hab. nauk humanistycznych o specjalności logika. Profesor zwyczajny na Wydziale Filozofii Katolickiego Uniwersytetu Lubelskiego Jana Pawła II.

## Wykształcenie
- 6 marca 2001 r. – magisterium na podstawie rozprawy pt. Zagadnienie sensowności języka teologii w ujęciu Józefa M. Bocheńskiego (promotor: o. prof. Edward Iwo Zieliński)[3].
- 16 grudnia 2005 r. – doktorat na podstawie rozprawy pt. Problem stosowalności HW-rozszerzenia systemu logiki modalnej T w dziedzinie fizyki (promotor: prof. Stanisław Kiczuk)[3].
- 24 marca 2010 r. – habilitacja na podstawie rozprawy pt. Logika czasu empirycznego. Funktor realizacji czasowej w językach teorii fizykalnych[3].
- 23 września 2017 r. – tytuł naukowy profesora nauk humanistycznych[3].

## Pełnione funkcje
- Kierownik Katedry Logiki KUL (od 1.08.2010 r.)
- Prodziekan Wydziału Filozofii KUL (1.09.2012-16.06.2013).
- Dziekan Wydziału Filozofii (17.06.2013-28.05.2015).
- Prorektor KUL do spraw Nauki i Kontaktów Międzynarodowych (29.05.2015-8.12.2017).

Źródło: KUL – Wydział Filozofii.

## Nagrody i wyróżnienia
- 2011: Nagroda Ministra Nauki i Szkolnictwa Wyższego,
- 2016: Lubelska Nagroda Naukowa,
- 2016: wyróżnienie PTLiFN (wraz z Tomaszem Jarmużkiem).

Źródło: KUL – Wydział Filozofii.

## Publikacje
Wybrane publikacje Marcina Tkaczyka:

### Książki
- Logika czasu empirycznego. Funktor realizacji czasowej w językach teorii fizykalnych, Lublin 2009, Wydawnictwo KUL.
- Normalne logiki pozycyjne, Lublin 2015, Wydawnictwo KUL, współautor: Tomasz Jarmużek.
- Futura contingentia, Lublin 2015, Wydawnictwo KUL.

### Artykuły
- Zagadnienie sensowności języka teologii w ujęciu Józefa. M. Bocheńskiego, „Lignum Vitae” 2 (2001).
- Zwroty modalne języka fizyki, „Filozofia Nauki” 14(2006), nr 4(56).
- A Formal Theory of Physical Necessity, „Logic and Logical Philosophy” t. 16 (2007) 1, s. 65–83.
- Zmienna czasowa w starożytnej i średniowiecznej teorii zdań warunkowych, „Roczniki Filozoficzne” 55 (2007), nr 2.
- Zdania warunkowe w logice starożytnej, „Kwartalnik Filozoficzny” 35 (2007), z. 4.
- Is the Ontological Proof of God’s Existence an Ontological Proof of God’s Existence?, „Logic and Logical Philosophy” 16 (2007).
- Bóg, modalność, esencjalizm. Pewna wersja szkotystycznego dowodu tezy o istnieniu Boga, „Roczniki Filozoficzne” 57 (2009), nr 1.
- Czy Ratio Anselmi jest poprawnym wnioskowaniem?, w: Dowody ontologiczne, red. S. Wszołek, Kraków 2011.
- On Axiomatization of Łukasiewicz’s Four-Valued Modal Logic, „Logic and Logical Philosophy” 20 (2011).
- Jana Dunsa Szkota dowód tezy o istnieniu Boga, w: Błogosławiony Jan Duns Szkot, red. E. I. Zieliński, R. Majeran, Lublin 2011.
- A Debate on God: Anselm, Aquinas and Scotus, w: Ontological Proofs Today, red. Mirosław Szatkowski, Frankfurt am Main 2012, s. 113–141.
- Ratio Anselmi Revisited, „European Journal for Philosophy of Religion” 2 (2012), s. 127–146.
- Logika temporalna, w: Metodologiczne i teoretyczne problemy kognitywistyki, red. J. Woleński, A. Dąbrowski, Kraków 2014, Copernicus Center Press.
- Epistemologia w kontekście logiki i filozofii nauki, w: Epistemologia, red. S. Janeczek, A. Starościc, Lublin 2015, Wydawnictwo KUL.
- Spurious Confusion in Temproral Logic, „Logic and Logical Philosophy” 2 (2015).
- Kazimierz Ajdukiewicz’s Philosophy of Mathematics, „Studies in East European Thought” 68 (2016).
- The Case of Dialetheism, „Logic and Logical Philosophy”, 25 (2016).
- Distribution Laws in Weak Positional Calculi, „Roczniki Filozoficzne” 66 (2018), nr 3.
- Antinomy of Future Contingents, „Roczniki Filozoficzne” 66 (2018), nr 4.
- Od pojęć do istnienia, w: Filozofia religii, red. J. Hołówka, B. Dziobkowski, Warszawa: PWN 2018.